# Tetragoneuria cynosura
Tetragoneuria cynosura är en trollsländeart. Tetragoneuria cynosura ingår i släktet Tetragoneuria och familjen skimmertrollsländor. Utöver nominatformen finns också underarten T. c. cynosura.

## Bildgalleri

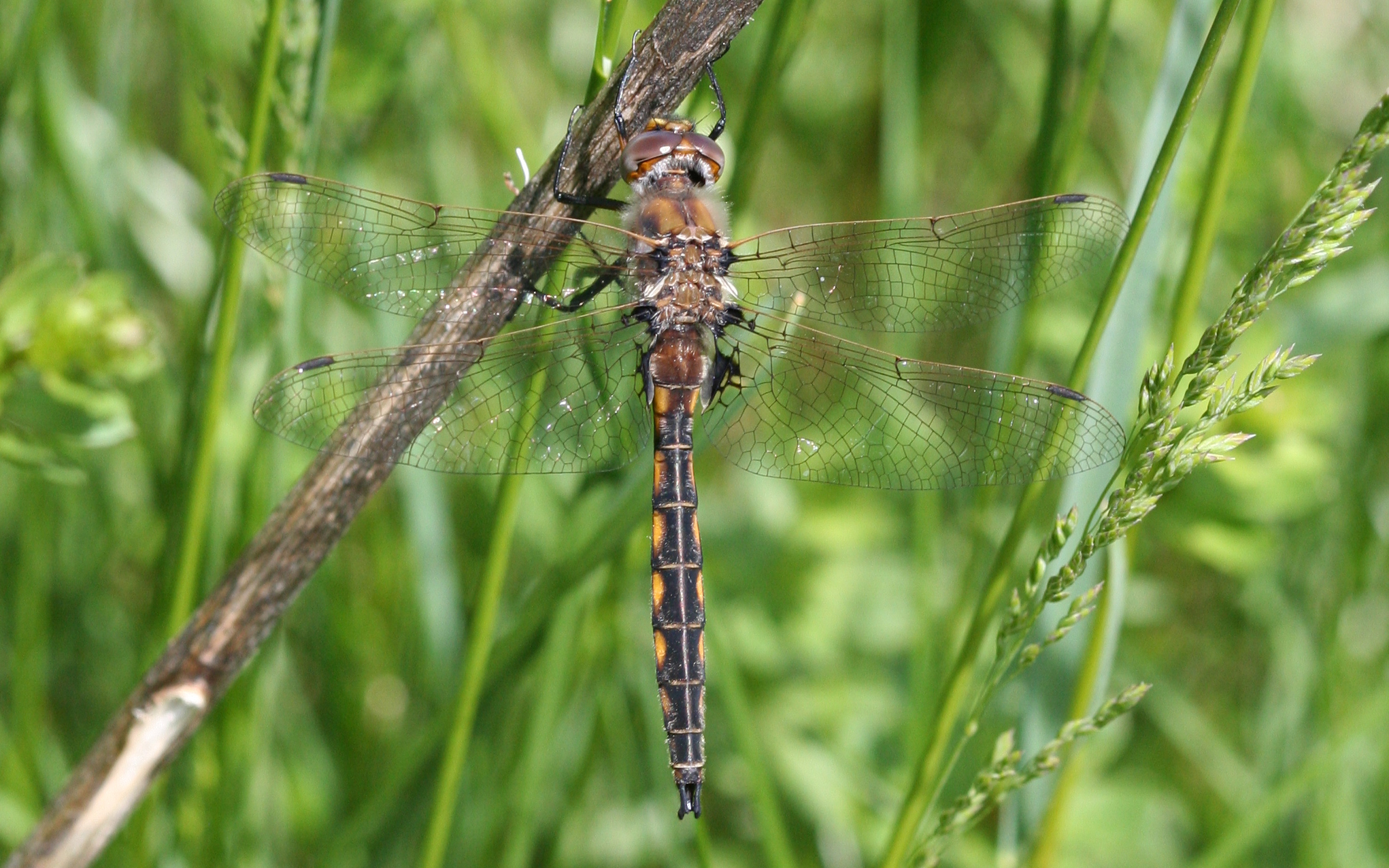
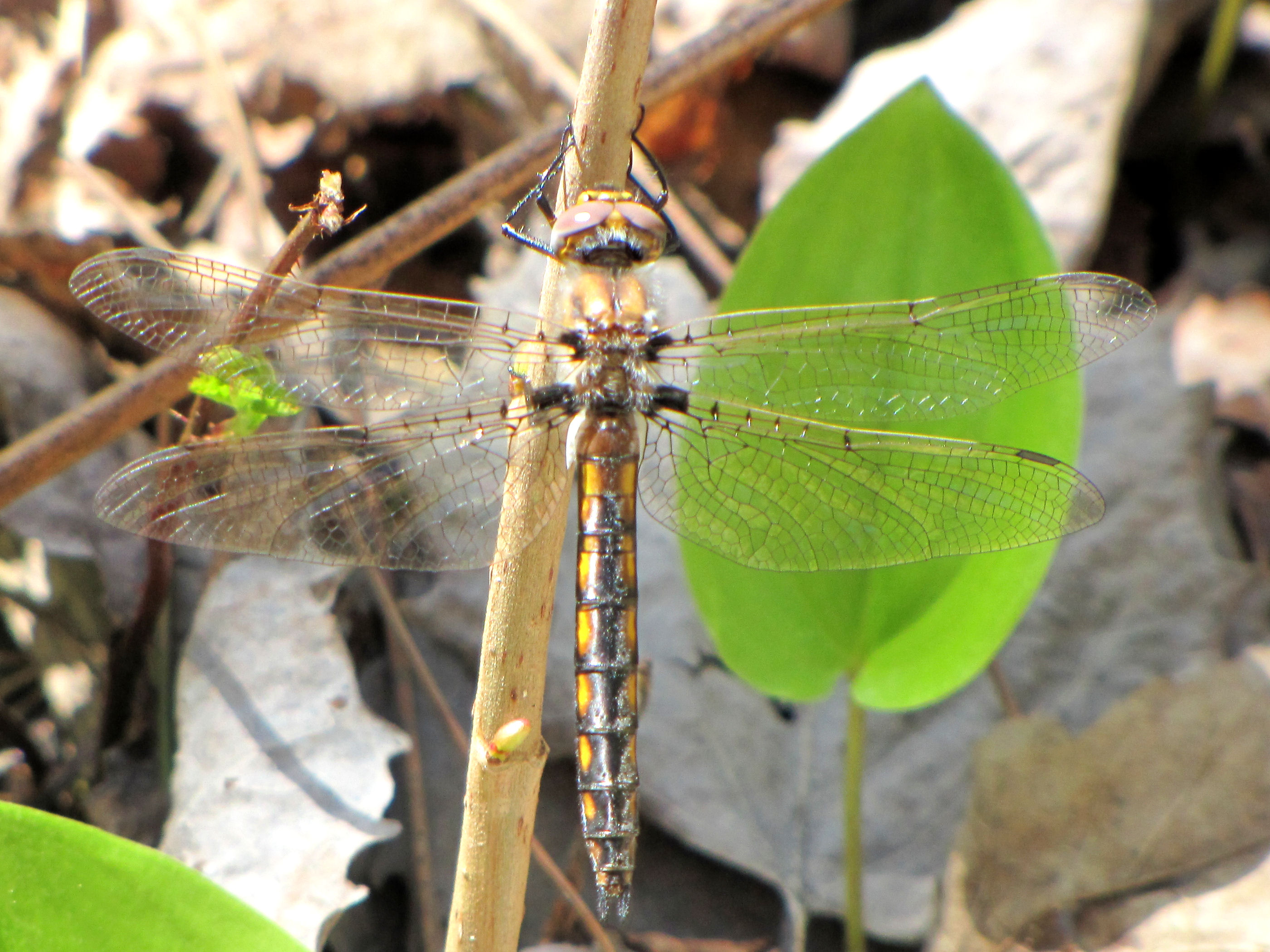
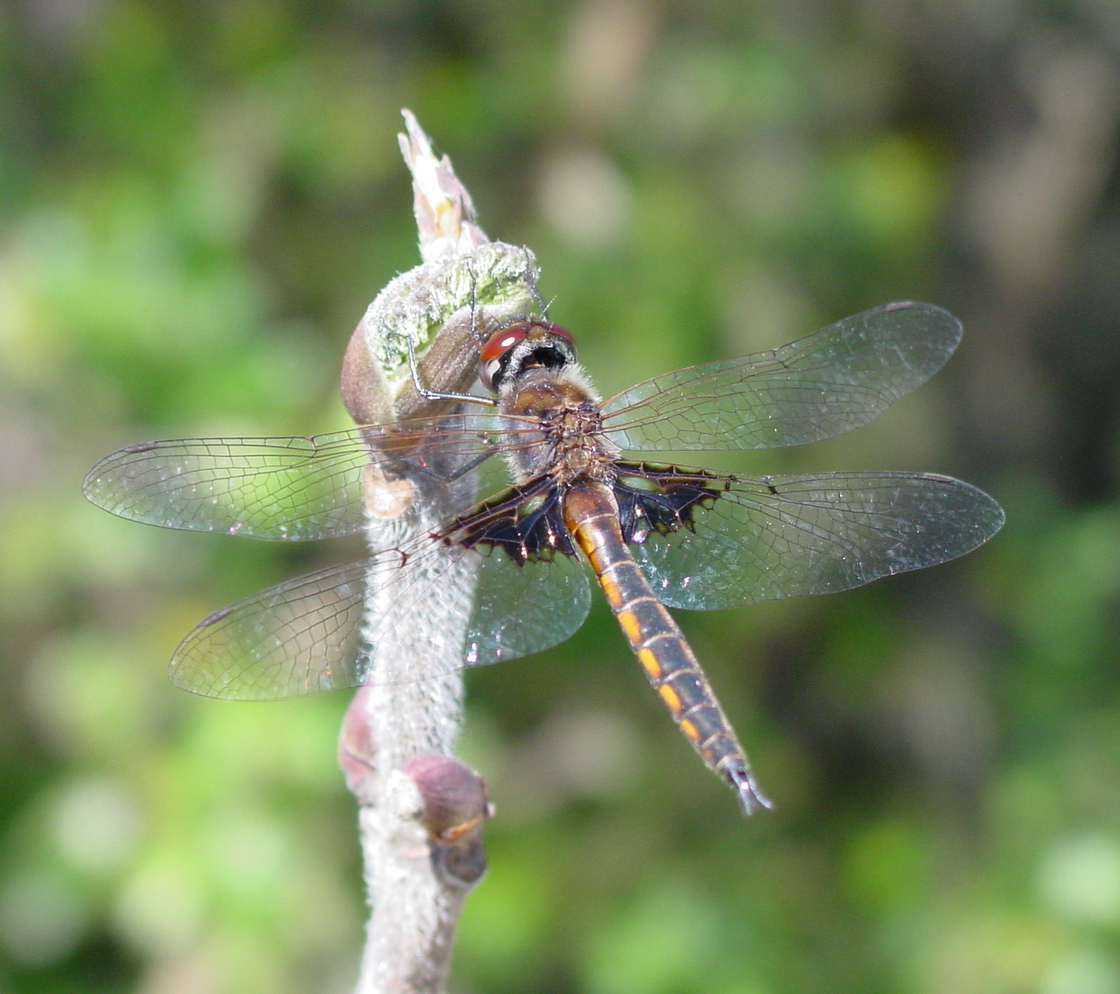